# Seuthopolis
Seuthopolis (en grec ancien Σευθόπολις) est une cité hellénistique fondée par le roi thrace Seuthès III entre 325 et 315 av. J.-C. comme capitale du royaume des Odryses.
Les ruines de Seuthopolis se trouvent aujourd'hui près de Kazanlak dans l'oblast de Stara Zagora au centre de la Bulgarie, au fond du lac de barrage de Koprinka.

## Histoire

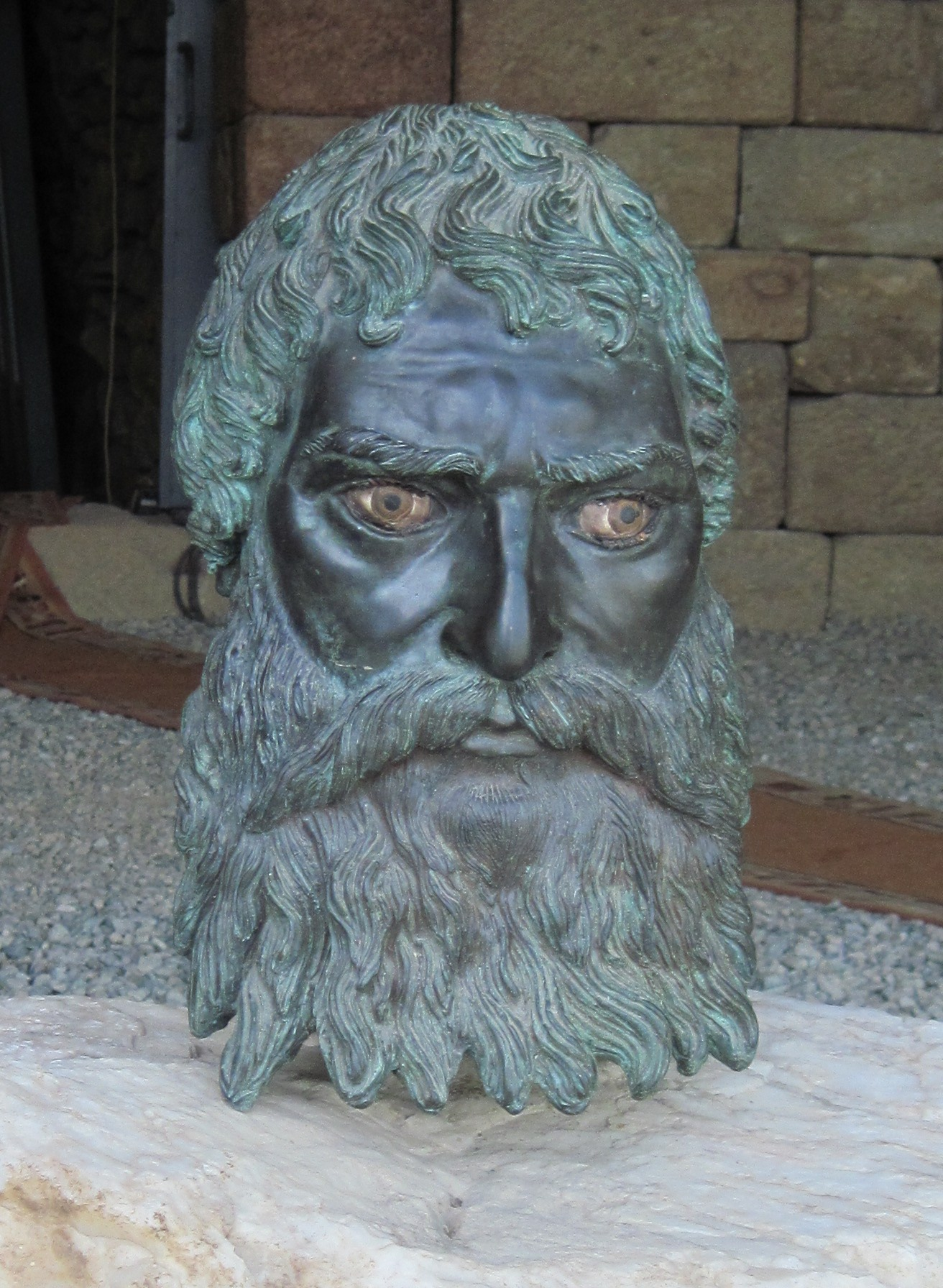
Buste en bronze de Seuthès III.

Seuthopolis est fondée entre 325 et 315 av. J.-C. par Seuthès III, roi thrace qui souhaite donner une capitale au royaume des Odryses. Elle est construite selon un plan rappelant celui des cités grecques, ce qui classe Seuthopolis parmi les cités hellénistiques.
La ville est mise à sac par les Celtes en 281 av. J.-C..
Les ruines de la cité de Seuthopolis sont découvertes et fouillées en 1948. On doit ces découvertes à des archéologues bulgares lors des travaux préparatoires avant la mise en eau du lac de barrage de Koprinka (auparavant lac de barrage Georgi Dimitrov). La découverte a permis de prendre des dispositions pour préserver le site même de Seuthopolis, mais le barrage a néanmoins été construit et mis en eau, laissant le site au fond du lac de retenue.

## Rôle
La capitale odryse est construite par Seuthès III sur l'emplacement d'une précédente implantation, et garde des dimensions modestes. Il s'agit pourtant de la seule ville thrace aux dimensions significatives qui n'ait pas été construite par les Grecs quoique construite selon un modèle grec. Seuthès III suit la coutume hellénistique des Diadoques en donnant son nom à sa capitale.
Seuthopolis n'était d'ailleurs pas une véritable polis au sens grec du terme, mais plutôt le siège de Seuthès et de sa cour. Ce palais avait un double rôle, servant également de sanctuaire voué au culte des Cabires. Le double rôle du palais de Seuthès III, à la fois cour royale et sanctuaire, indique que le monarque est prêtre-roi, occupant la plus haute position parmi la prêtrise vouée aux Cabires parmi les Thraces odryses. Un maître-autel se dressait au milieu du sanctuaire des Cabires, ceux-ci se trouvant associés au feu, à la métallurgie et au dieu forgeron Héphaïstos.
De plus, les importantes quantités de vestiges trouvées lors des fouilles archéologiques ont montré que Seuthopolis était également un lieu d'artisanat et de commerce.

## Architecture
La cité construite par Seuthès III se trouve sur un plateau bordé sur trois de ses côtés par la rivière Toundja et l'un de ses affluents. L'aire fortifiée fait environ 5 ha, enclose par un chemin de ronde parcourant selon un itinéraire pentagonal le mur d'enceinte épais de 2 m, pour un périmètre de 890 m ; chaque angle est marqué d'une tour quadrangulaire. Au Nord, entre deux tours, se trouve la porte principale de la cité, tandis que deux autres portes s'ouvrent dans le mur sud entre deux bastions. Le mur d'enceinte est fait de briques d'argile et de bois, le tout sur des fondations empierrées.
Le plan de la ville suit une trame orthogonale régulière, deux larges artères menant des portes au centre-ville. L'agora se trouve dans le quartier nord-ouest. Le quartier nord-est est occupé par le palais princier et le sanctuaire des Cabires, au sein d'une zone trapézoïdale enceinte et surélevée.
Les bâtiments sont construits selon un plan organisant différentes pièces autour d'une cour centrale. Les fouilles ont révélé que ces bâtisses étaient maçonnées d'une sorte de plâtre, et on a retrouvé des éléments de portiques et de galeries supérieures en bois. Les maisons étaient équipées de puits, et dotées d'un système d'assainissement aboutissant à la rigole au centre de la rue.
La nécropole de Seuthopolis comporte un certain nombre de tombes à tholos en briques, pour certaines recouvertes par des tumulus. Elles signalent la sépulture de personnes de haut rang, enterrés parfois avec leurs chevaux. Les défunts de moindre importance sociale étaient incinérés, avec à leurs côtés de modestes mobiliers funéraires.
L'influence de l'urbaniste Hippodamos de Milet semble évidente, même si le plan ne reprend pas sa disposition spatiale des différents corps sociaux. De même, les éléments architecturaux — antéfixes, stucs, incrustations (en) et chapiteaux doriques — confirment l'importance de l'influence grecque sur le site.

## Démographie
La majeure partie de l'espace à l'intérieur du mur d'enceinte est occupé par des bâtiments officiels ; on y trouve peu de logements, les habitants de Seuthopolis logeant principalement à l'extérieur de la ville. La ville est peuplée de Thraces et de Grecs.

## Projet de mise en valeur du site

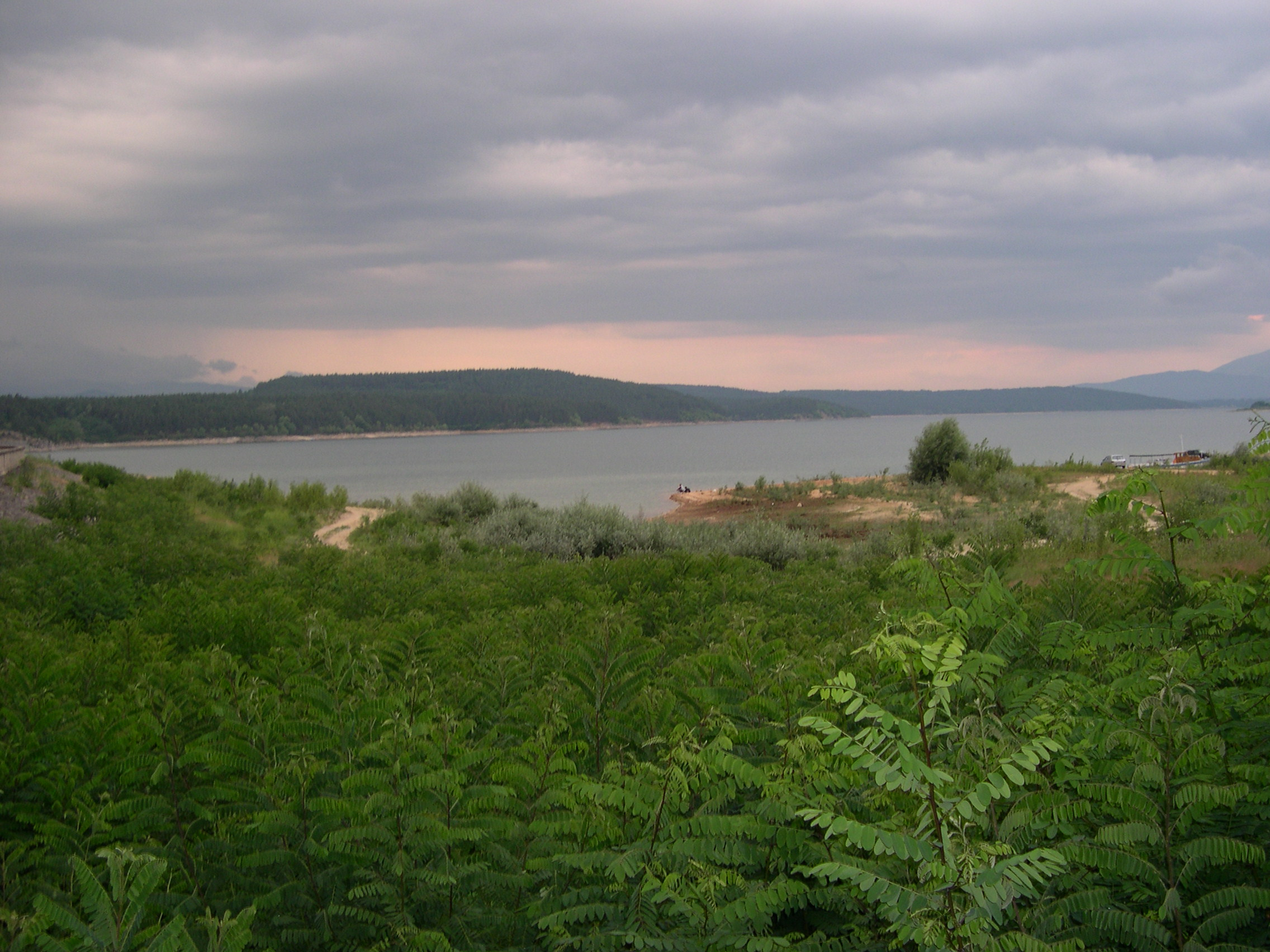
Le lac du barrage de Kazanlak, au fond duquel repose Seuthopolis.

En 2005, l'architecte bulgare Zheko Tilev (en bulgare : Жеко Тилев) propose un projet pour remettre au jour, préserver et reconstruire Seuthopolis, site thrace le mieux conservé de Bulgarie. Son projet consiste en l'érection d'une digue autour des ruines, en plein milieu du lac de retenue. Cette démarche permettrait d'inscrire Seuthopolis au Patrimoine mondial de l'Unesco tout en constituant un site touristique d'importance mondiale. Les touristes seraient transportés sur le site par bateau. La digue circulaire de 420 m de diamètre permettrait aux visiteurs de surplomber le site de 20 m, tout en l'agrémentant d'attractions spectaculaires, dont des « jardins suspendus », des ascenseurs panoramiques, un appontement, des lieux de restauration, boutiques, salles de conférence, etc. le tout illuminé la nuit.
L'architecte a fait don de son projet à la municipalité de Kazanlak, qui se charge de la levée des fonds. Selon Zheko Tilev, le coût des travaux ne devrait pas s'établir en deçà de 50 millions d'euros.

## Dans la culture
Le mont Sevtopolis Peak (en) sur l'île Greenwich de l'archipel des Shetland du Sud en Antarctique a été baptisé d'après le site archéologique de Seuthopolis.
Une reconstitution de ce palais se trouve au Parc Historique, dans le village de Neofit Rilski, dans la région de Varna.

### Source
- (en) Cet article est partiellement ou en totalité issu de l’article de Wikipédia en anglais intitulé « Seuthopolis » (voir la liste des auteurs).